# کلوفزون
کلوفزون (انگلیسی: Clofezone) دارویی است که برای درمان درد مفاصل و ماهیچه‌ها به کار می‌رفت، اما دیگر به بازار عرضه نمی‌شود. این دارو ترکیبی است از کلوفکسامید که یک داروی ضدافسردگی است و فنیل‌بوتازون که یک داروی ضد التهابی غیر استروئیدی (NSAID) است.